# New Era Cap
Die New Era Cap Company ist ein US-amerikanischer Hersteller von Kopfbedeckungen mit Sitz in Buffalo. Das Unternehmen wurde 1920 von dem deutschen Einwanderer Ehrhardt Koch gegründet. New Era ist der exklusive Hersteller der Baseballcaps, die in der Major League Baseball (MLB) von jedem Team während der Spiele getragen werden (müssen). Darüber hinaus stellt New Era Merchandise-Kappen für Marvel- und DC-Comics sowie für den Motorradhersteller Harley-Davidson her.

## Läden
Die Produkte werden sowohl in Läden von Handelsketten als auch über Dritte vertrieben. 2006 wurden eigene Läden in New York und Buffalo gegründet, 2007 in London, Toronto und Atlanta. Ein Jahr nach der Eröffnung des Flagship-Stores in London öffnete in Birmingham der zweite Laden in England. Der erste New-Era-Shop in Deutschland wurde im Juli 2008 in Berlin eröffnet, der zweite im September 2013 in Frankfurt am Main.

## Modelle
New Era produziert verschiedene Mützen-Modelle, u. a. die 59Fifty, 9Fifty, 9Forty, 39Thirty und 9Twenty. Das populärste Modell ist die 59Fifty, die vor allem in der Hip-Hop- und Skater-Szene getragen wird. Die 59Fifty (Modell Onfield Cap) ist außerdem das Modell, das von den MLB-Teams während der Saisonspiele getragen wird.